# Milano-Sanremo 1942
La Milano-Sanremo 1942, trentacinquesima edizione della corsa, si svolse il 19 marzo 1942 su un percorso di 281,5 km con partenza a Milano e arrivo a Sanremo. Fu vinta dall'italiano Adolfo Leoni, giunto al traguardo con il tempo di 8h10'00", alla media di 34,469 km/h, precedendo in volata i connazionali Antonio Bevilacqua e Pierino Favalli. Conclusero la prova, organizzata dalla Gazzetta dello Sport e valida come prima prova del Giro d'Italia di guerra, 44 dei 58 ciclisti al via.

## Percorso
Partita da Chiesa Rossa, alla periferia sud di Milano, la corsa si avviò lungo il consueto percorso, attraversando nell'ordine Binasco, Pavia (km 28,8), Casteggio, Voghera (km 60), Tortona, Novi Ligure, Basaluzzo, Ovada, Rossiglione (km 129), il Passo del Turchino (532 m s.l.m., al km 142,8), Voltri, Arenzano, Cogoleto, i Piani d'Invrea, Varazze, Savona (km 184,7), Spotorno, Finale Ligure, Loano, Albenga (km 228,6), Capo Mele, Capo Cervo, Diano Marina, Capo Berta, Imperia (km 260,1) e Riva Santo Stefano. L'arrivo fu posto in Corso XXIII Marzo (già Corso Cavallotti) a Sanremo dopo 281,5 km di corsa.

## Squadre e corridori partecipanti
Si iscrissero alla prova 72 ciclisti, professionisti e indipendenti, 37 come "non accasati" e 35 come "accasati" per sei squadre d'industria: Aquilano, Bianchi, Gloria, Legnano, Olmo e Viscontea. 58 furono i ciclisti effettivamente partiti, 29 come accasati e 29 come individuali; la Olmo non fu al via, con due dei suoi tre iscritti che partirono come individuali. Come principali favoriti per la vittoria finale venivano indicati gli "assi" della Legnano (in primis Fausto Coppi e Gino Bartali) e quelli della Bianchi (in primis Olimpio Bizzi e Adolfo Leoni).
| N.    | Cod. | Squadra   |
| ----- | ---- | --------- |
| 1-7   |      | Legnano   |
| 8-17  |      | Bianchi   |
| 19-25 |      | Viscontea |
| 26-28 |      | Gloria    |
| 47-51 |      | Aquilano  |
|       |      | Isolati   |

## Ordine d'arrivo (Top 10)
| Pos. | Corridore            | Squadra     | Tempo    |
| ---- | -------------------- | ----------- | -------- |
| 1    | Adolfo Leoni         | Bianchi     | 8h10'00" |
| 2    | Antonio Bevilacqua   | Bianchi     | s.t.     |
| 3    | Pierino Favalli      | Legnano     | s.t.     |
| 4    | Giordano Cottur      | Viscontea   | s.t.     |
| 5    | Mario De Benedetti   | Legnano     | s.t.     |
| 6    | Marco Marangoni      | C.S. Milano | s.t.     |
| 7    | Giovanni Brotto      | Bianchi     | s.t.     |
| 8    | Giovanni De Stefanis | Bianchi     | s.t.     |
| 9    | Cino Cinelli         | Bianchi     | a 1'45"  |
| 10   | Osvaldo Bailo        | Viscontea   | s.t.     |